# Piorunian srebra
Piorunian srebra, AgCNO – nieorganiczny związek chemiczny, sól srebra(I) i kwasu piorunowego. Bardzo czuły materiał wybuchowy używany głównie do wyrobu materiałów pirotechnicznych.
Otrzymuje się go w ściśle kontrolowanej reakcji stężonego kwasu azotowego, metalicznego srebra i alkoholu etylowego. Ze względu na niebezpieczeństwo eksplozji syntezuje się jedynie niewielkie ilości piorunianu srebra, nie należy go również długo przechowywać.